# الحل النهائي (فلم)
الحل النهائي (بالإنجليزية: Final Solution) هو فيلم جنوب أفريقي صدر عام 2001 استنادًا إلى قصص واقعية لجيريت وولفاردت وموسيس موريمي مع موضوعات الأخلاق والتسامح والمغفرة. جاء عنوان الفيلم الذي كتبه وأخرجه كريستوبال كروسن من خطّة الحل الأخير النازية والتي أطلقها أدولف ايخمان لمعالجة المشكلة الألمانية المتمثلة في اليهود إبَّان الحرب العالمية الثانية والتي كانت مصدر إلهامٍ لخطة ذات دافع الفصل العنصري في الفيلم.
قال كروسن إن فكرة تصوير الفيلم في جنوب إفريقيا خَطرت له لأول مرةٍ في عام 1988 أثناء تصوير فيلم روبا نويفا بارا فيليبي (بالإسبانية: Ropa Nueva para Felipe) في المكسيك. قام كروسن برحلاتٍ عديدةٍ إلى جنوب إفريقيا خلال التسعينيات لمراقبة العلاقات العرقية المباشرة في الدولة والبحث عن مادةٍ لقصّةٍ من شأنها إظهار التحول الجذري من الكراهية إلى الحب بين الأعداء السابقين.

## طاقم التمثيل
- جون كاني في دور القس بيتر ليكوتا
- يان إليس في دور جيريت وولفاردت
- لنجلي كيركود في دور بيتر
- ديفيد س لي في دور جان أوستويزن
- مفو لوفينجا في دور موسى موريمي
- بروس مارشيانو في دور جيك
- ريغارد فان دين بيرخ في دور جيربر
- ليزيل فان دير ميروي في دور سيليست
- ماريوس وايرز في دور السيد ولفارت

## رابط خارجي
- الحل الأخير  في قاعدة بيانات الأفلام على الإنترنت (بالإنجليزية)